# Georges Demenÿ
Georges Demenÿ (Douai, 12 giugno 1850 – Parigi, 26 ottobre 1917) è stato un fotografo, inventore e ginnasta francese di origini ungheresi. È considerato il fondatore dell'educazione fisica scientifica.

## Biografia
Nel 1891 (o 1892 secondo le fonti), mentre faceva da assistente a Jules-Etienne Marey, inventa il fonoscopio, poi, nel 1894, il cronofotografo a camma eccentrica, il che fa di lui uno dei precursori del cinema. In difficoltà economiche, si vede costretto a vendere i diritti sul cronofotografo à Léon Gaumont, che grazie a quell'apparecchio realizza il cinema.
Nel 1903, egli fonda a Parigi il CSEP (Cour Supérieur d'Education Physique), il quale è una scuola di formazione sportiva e medica.
Georges Demenÿ era fratello del poeta Paul Demeny.

## Principali pubblicazioni
- L'Éducation physique en Suède, 1892
- Guide du maître chargé de l'enseignement des exercices physiques dans les écoles publiques et privées, 1900
- Les Bases scientifiques de l'éducation physique, 1902
- Physiologie des professions. Le violoniste, art, mécanisme, hygiène, 1905
- Cours supérieur d'éducation physique, con Jean Philippe et Georges-Auguste Racine, 1905
- Mécanisme et éducation des mouvements, 1904; 1905
- Danses gymnastiques composées pour les établissements d'enseignement primaire et secondaire de jeunes filles, con A. Sandoz, 1908
- Les Origines du cinématographe, 1909
- Science et art du mouvement. Éducation physique de la jeune fille. Éducation et harmonie des mouvements, 1911; 1920
- L'Éducation de l'effort, 1914 Testo in linea
- Éducation physique des adolescents. Préparation sportive par la méthode synthétique avec l'art de travailler, 1917